# Округ Горњи
Округ Горњи је насељено место и седиште општине Округ, на острву Чиову, Сплитско-далматинска жупанија, Република Хрватска.

## Историја
До територијалне реорганизације у Хрватској налазио се у саставу старе општине Трогир.

## Становништво
На попису становништва 2011. године, Округ Горњи је имао 3.081 становника.
| Број становника по пописима | Број становника по пописима | Број становника по пописима | Број становника по пописима | Број становника по пописима | Број становника по пописима | Број становника по пописима | Број становника по пописима | Број становника по пописима | Број становника по пописима | Број становника по пописима | Број становника по пописима | Број становника по пописима | Број становника по пописима | Број становника по пописима | Број становника по пописима |
| --------------------------- | --------------------------- | --------------------------- | --------------------------- | --------------------------- | --------------------------- | --------------------------- | --------------------------- | --------------------------- | --------------------------- | --------------------------- | --------------------------- | --------------------------- | --------------------------- | --------------------------- | --------------------------- |
| 1857                        | 1869                        | 1880                        | 1890                        | 1900                        | 1910                        | 1921                        | 1931                        | 1948                        | 1953                        | 1961                        | 1971                        | 1981                        | 1991                        | 2001                        | 2011                        |
| 289                         | 345                         | 329                         | 477                         | 579                         | 690                         | 865                         | 960                         | 828                         | 887                         | 958                         | 909                         | 1.044                       | 1.514                       | 2.767                       | 3.081                       |

Напомена: До 1931. исказивано је под именом Округ, а од 1948. до 1981. као Горњи Округ. У 1857, 1869, 1921. и 1931. садржи податке за насеље Округ Доњи.

### Попис1991.
На попису становништва 1991. године, насељено место Округ Горњи је имало 1.514 становника, следећег националног састава:
| Попис 1991.‍   | Попис 1991.‍  | Попис 1991.‍ | Попис 1991.‍ | Попис 1991.‍ |
| ------------- | ------------ | ----------- | ----------- | ----------- |
|               |              |             |             |             |
| Хрвати        | Хрвати       |             | 1.366       | 90,22%      |
| Срби          | Срби         |             | 24          | 1,58%       |
| Муслимани     | Муслимани    |             | 23          | 1,51%       |
| Југословени   | Југословени  |             | 16          | 1,05%       |
| Албанци       | Албанци      |             | 14          | 0,92%       |
| Словенци      | Словенци     |             | 13          | 0,85%       |
| Немци         | Немци        |             | 4           | 0,26%       |
| Чеси          | Чеси         |             | 2           | 0,13%       |
| Аустријанци   | Аустријанци  |             | 1           | 0,06%       |
| Македонци     | Македонци    |             | 1           | 0,06%       |
| Румуни        | Румуни       |             | 1           | 0,06%       |
| Украјинци     | Украјинци    |             | 1           | 0,06%       |
| Црногорци     | Црногорци    |             | 1           | 0,06%       |
| остали        | остали       |             | 2           | 0,13%       |
| неопредељени  | неопредељени |             | 13          | 0,85%       |
| регион. опр.  | регион. опр. |             | 9           | 0,59%       |
| непознато     | непознато    |             | 23          | 1,51%       |
| укупно: 1.514 |              |             |             |             |